# Iveco Vertis
L'Iveco Vertis è un autocarro di gamma media prodotto dall'azienda brasiliana Iveco Brazil e commercializzato per il mercato interno dal 2010.

## Descrizione
Le nome Vertis deriva dal latino vertex. 
L'Iveco Vertis si basa sul telaio Iveco per il mercato cinese della SAIC Iveco. Ha motore turbocompresso da 4 cilindri, 3,9 litri Iveco NEF4 common-rail, della FPT Industrial di Sete Lagoas. Rispetta le norme Euro5.
L'Iveco Vertis ha MTT 9 t e 13 t.
Nel 2016 è uscito di produzione senza essere subito sostituito. Nel 2019 Iveco ha lanciato il nuovo modello Tector con motori omonimi (conosciuti anche come NEF) N45, con 190 cavalli e 62 kgfm di coppia tra 1.350 e 2.100 giri al minuto. Il nuovo modello ha MTT 9 t, 11 t, 13 t e 17 t.

## Modelli Iveco Vertis
| Modelli       | Anno      | Tipo motore         | Cilindrata cm³ | Potenza hp DIN    | Coppia N·m        | Passo (mm)            | MTT (t)     |
| ------------- | --------- | ------------------- | -------------- | ----------------- | ----------------- | --------------------- | ----------- |
| Vertis 90V18  | 2010 - xx | FPT Industrial NEF4 | 3 920          | 175 a 2 700 g/min | 570 a 1 250 g/min | 3 330 / 3 690 / 4 455 | 9,3 / 11,0  |
| Vertis 130V19 | 2010 - xx | FPT NEF4            | 3 920          | 185 a 2 700 g/min | 610 a 1 300 g/min | 4 250 / 4 890 / 5 250 | 13,3 / 23,0 |